# ヴァンダービルト家の邸宅
ヴァンダービルト家の邸宅(Vanderbilt houses )は、1870年代から1920年代にヴァンダービルト家がアメリカ合衆国の無類のニューヨーク州のタウンハウスや東海岸の宮殿などを建てるためにボザール様式の最上級の建築家やインテリアデザイナーを雇って建てた邸宅である。ヴァンダービルト家の邸宅の多くは現在アメリカ合衆国国定歴史建造物に指定されている。ニューヨークのヴァンダービルト家の邸宅の写真はアルバート・リーヴァイ(1870年代)の『Photographic series of American Architecture 』におさめられている。
ヴァンダービルト家に雇われた建築家はニューヨークの紳士録に載るような人たちで、アメリカン・ルネサンスの様式のシンクレティズムを具象化した。コーネリアス・ヴァンダービルト自身は質素な家を建てたのだが、彼の子孫たちはリチャード・モリス・ハント、ジョージ・B・ポスト、マッキム・ミード・アンド・ホワイト、チャールズ・B・アトウッド、カレール・アンド・ヘイスティングス、ウォレン・アンド・ウェットモア、ホレス・トランバウアー、ジョン・ラッセル・ポープ、アディソン・ミズナーなどを雇った。

## 邸宅
- フレデリック・ウィリアム・ヴァンダービルト(1856年～1938年)はニューヨーク州ハイド・パークに『ハイド・パーク』を建てた。マッキム・ミード・アンド・ホワイト設計で1896年から1899年に建てられ、現在ヴァンダービルト邸宅国定史跡として指定されている。彼はロードアイランド州ニューポートにも邸宅『ラフ・ポイント』を建てた。
- ウィリアム・キッサム・ヴァンダービルト(1849年～1920年) はリチャード・モリス・ハント設計の3軒の邸宅を所有していた。
  - ニューヨーク5番街660番地にタウンハウス『プチ・シャトー』を建てた。ゴシック建築後期のパリのクリュニー美術館からディテールを取り入れ金ぴか時代の象徴とされたが、1926年に取り壊された。
  - 1878年から1879年、ニューヨーク州オークデイルに『アイドル・アワー』を建てたが、1899年火災により焼失。1900年から1901年、同じ場所にハントの息子リチャード・ハウランド・ハントにより設計され煉瓦と大理石を使用しイギリスのカントリー様式が取り入れられた『新アイドル・アワー』が建てられ、現在ダウリング大学の校舎の一部となっている[1]。
  - 1888年から1892年、ロードアイランド州ニューポートにマーブル・ハウスを建てた[2]。
- 1910年から1936年、ウィリアム・キッサム・ヴァンダービルト2世はニューヨーク州センターポートにウォレン・アンド・ウェットモア設計の『イーグルズ・ネスト』を建てた。
- 1888年から1895年、ジョージ・ワシントン・ヴァンダービルト2世(1862年～1914年)はノースカロライナ州アシュビルに『ビルトモア』を建てた。リチャード・モリス・ハント設計のこの邸宅はアメリカ国内で最大の邸宅である。
- コーネリアス・ヴァンダービルト2世(1843年～1899年)
  - ニューヨーク57番街西1番地にジョージ・B・ポスト設計でタウンハウスを建てた。
  - 1892年から1895年、ロードアイランド州ニューポートにリチャード・モリス・ハント設計で『ザ・ブレーカーズ』を建てた。
- フローレンス・アデール・ヴァンダービルト(ハミルトン・トンブリー夫人)(1854年～1952年)
  - 1894年から1897年、ニュージャージー州コンヴェント・ステーションにマッキム・ミード・アンド・ホワイト設計で夏季の別荘『フローアム』を建てた。現在フェアリー・ディキンソン大学の教室、教員事務所、運営事務所として使用されている。
  - ニューヨーク5番街684番地にスヌーク設計のタウンハウスを建てた。隣に妹ライラのタウンハウスも同氏設計で建てられた。後に取り壊された。
  - ロードアイランド州ニューポートのヴィンランドに建てた。オグデン・コッドマン・ジュニア設計。現在サルヴェ・レジーナ大学の一部となっている。
  - ニューヨーク71番街東1番地にホイットニー・ウォレン設計で2軒目のタウンハウスを建てた。後に取り壊された。
- 1887年、エミリー・ソーン・ヴァンダービルト)(ウィリアム・ダグラス・スローン夫人)はマサチューセッツ州レノックスに『エルム・コート』を建てた。アメリカ最大のこけら葺様式の邸宅。1919年に行なわれた国際連盟とヴェルサイユ条約の構想に使用された。